# Rocky Mountain (filme)
Rocky Mountain  (Brasil: Olhando a Morte de Frente ) é um filme estadunidense de 1950, dos gêneros drama e faroeste, dirigido por William Keighley, com roteiro de Winston Miller e Alan Le May e trilha sonora de Max Steiner.

## Sinopse
Durante a Guerra Civil Americana, um grupo de soldados sulistas com a missão de arregimentar índios para a sua causa inicia inadvertidamente um conflito com eles.

## Elenco
- Errol Flynn ....... Capitão Lafe Barstow
- Patrice Wymore ....... Johanna Carter
- Scott Forbes ....... Tenente Rickey
- Guinn Williams ....... Pap Dennison
- Dickie Jones ....... Jim (Buck) Wheat
- Howard Petrie ....... Cole Smith / California Beal
- Slim Pickens ....... Plank
- Chubby Johnson ....... Gil Craigie
- Buzz Henry ....... Kip Waterson
- Sheb Wooley ....... Kay Rawlins
- Peter Coe ....... Pierre Duchesne
- Rush Williams ....... Jonas Weatherby